# Tour de Corse 1978
Le Tour de Corse 1978 (22e Tour de Corse), disputé du 4 au 5 novembre 1978, est la soixante-deuxième manche du championnat du monde des rallyes (WRC) courue depuis 1973, et la dixième manche du championnat du monde des rallyes 1978 (WRC). C'est également la dix-huitième des dix-neuf épreuves de la Coupe FIA 1978 des pilotes de rallye, créée l'année précédente. L'épreuve fait aussi partie du championnat de France des rallyes.

## Contexte avant la course

### Le championnat du monde
Créé en 1973 en remplacement du championnat international des marques, le championnat du monde des rallyes a pour cadre les plus célèbres épreuves routières internationales, telles le Rallye Monte-Carlo ou le Safari. Onze manches sont inscrites au calendrier 1978, réservées aux voitures des catégories suivantes :
- Groupe 1 : voitures de tourisme de série
- Groupe 2 : voitures de tourisme spéciales
- Groupe 3 : voitures de grand tourisme de série
- Groupe 4 : voitures de grand tourisme spéciales

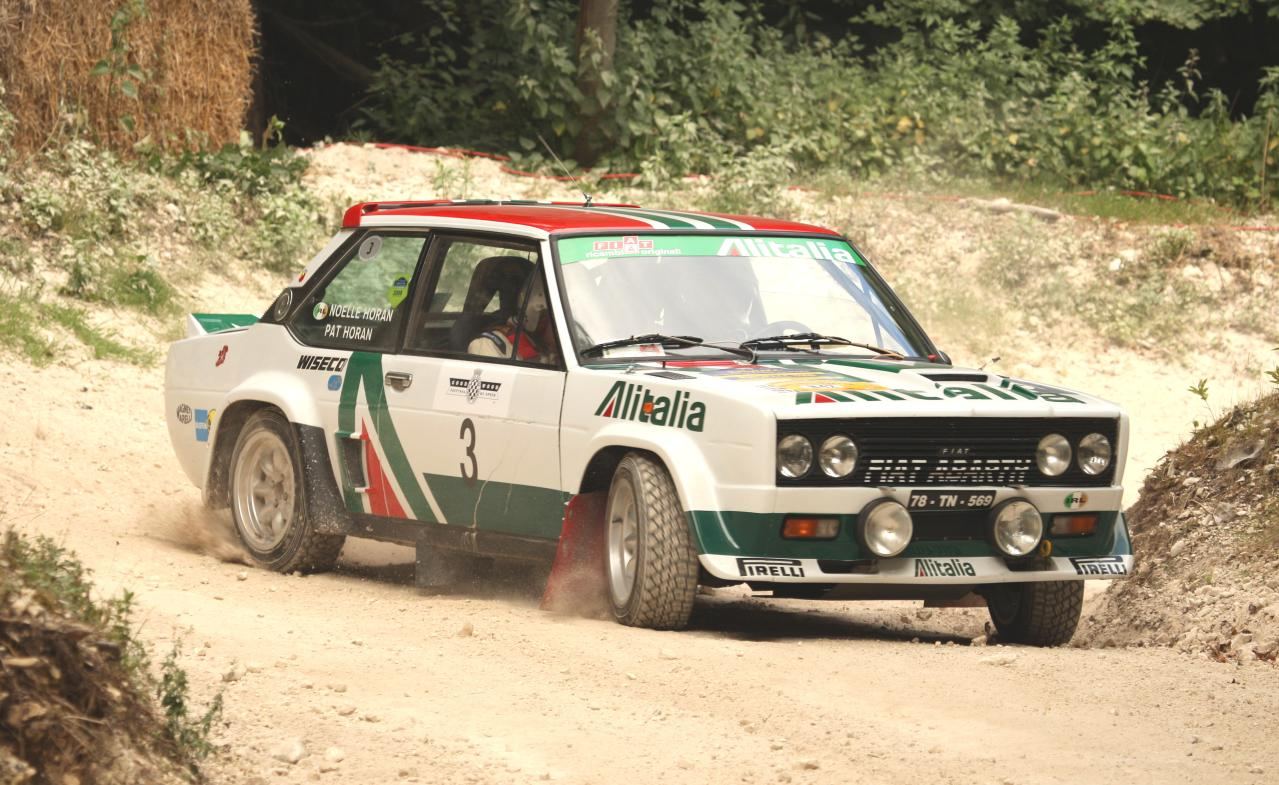
Fiat et la 131 Abarth ont dominé la saison 1978.

Déjà vainqueur à quatre reprises cette saison avec sa 131 Abarth, Fiat est déjà assuré de remporter un second titre mondial consécutif. Le constructeur turinois a toutefois prévu de disputer les deux épreuves restantes, un succès au Tour de Corse ou en Grande-Bretagne lui offrant d'excellentes retombées commerciales.

#### Coupe FIA des pilotes
La Coupe des pilotes de rallye a été créée en 1977 et s'appuie sur un système de points identique à celui du championnat du monde de Formule 1. Le décompte est toutefois assez complexe, car prenant en compte, en plus des onze manches mondiales, cinq épreuves du championnat d'Europe et trois autres rallyes internationaux, et pénalisant d'un résultat les pilotes n'ayant pas participé au moins une fois au championnat européen. Ce système a permis a Sandro Munari de s'adjuger la coupe 1977, face à son principal rival, Björn Waldegård, malgré un total absolu moindre. Tout comme le championnat des constructeurs, la coupe 1978 est déjà jouée, le champion finlandais Markku Alén, trois fois vainqueur cette saison pour Fiat et Lancia, ne pouvant plus être rejoint.

### L'épreuve
Surnommé le 'rallye aux 10000 virages', le Tour de Corse fut créé en 1956 à l'initiative du comte Peraldi et du docteur Jean Sermonard, deux passionnés de sport automobile résidant dans l'Île de Beauté. Rapidement propulsée au rang d'épreuve internationale, elle fait partie depuis sa création en 1973 du championnat du monde des constructeurs. Son parcours sélectif, en partie disputé de nuit, rend l'épreuve très éprouvante. Voiture idéale sur ce type de terrain, la Lancia Stratos (invaincue de 1974 à 1976) a cependant été battue en 1977 par la Fiat 131 Abarth de Bernard Darniche, le pilote français y obtenant sa troisième victoire après ses succès de 1970 et 1975.

## Le parcours
- départ : 4 novembre 1978 de Bastia
- arrivée : 5 novembre 1978 à Bastia

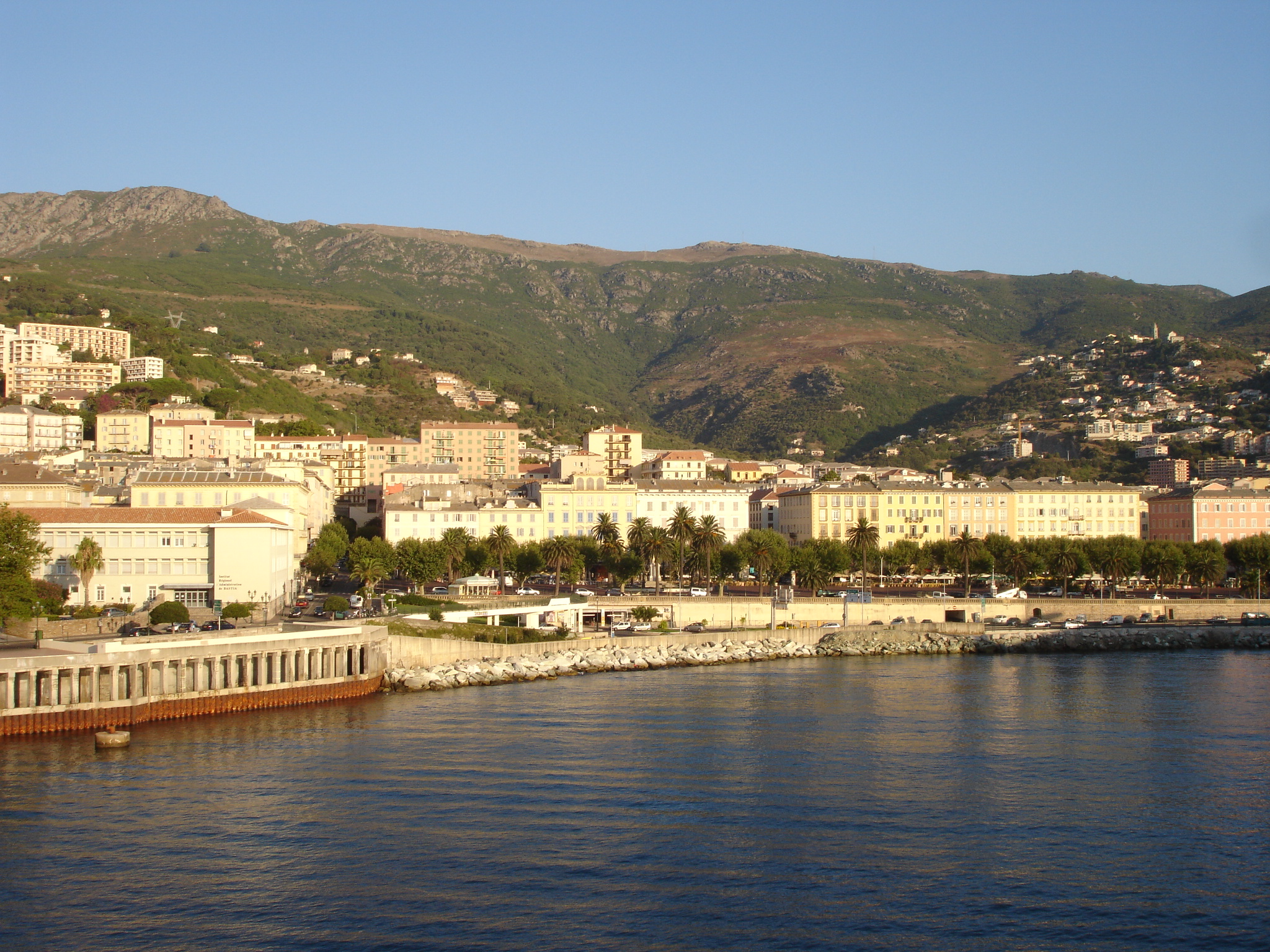
Bastia, ville départ et arrivée du rallye

- distance : 1 166 km dont 543,1 km sur 10 épreuves spéciales (dont 4 à temps imparti)
- surface : asphalte
- Parcours divisé en deux étapes[4]

### Première étape
- Bastia - Saint-Florent - Calvi - Ajaccio, du 4 au 5 novembre
- 6 épreuves spéciales, 297,7 km

### Deuxième étape
- Ajaccio - Ponte Nuovo - La Porta - Bastia, le 5 novembre
- 4 épreuves spéciales, 245,4 km

## Les forces en présence
- Fiat

L'équipe championne du monde est présente avec quatre 131 Abarth groupe 4 à moteur deux litres à injection, seize soupapes. Ces voitures disposent de 235 chevaux, pour un poids de l'ordre de la tonne. Deux sont engagées directement par l'usine sous les couleurs d'Alitalia pour Bernard Darniche et Sandro Munari, les deux autres, engagées par Fiat France, étant aux mains de Jean-Claude Andruet et Michèle Mouton.
- Lancia

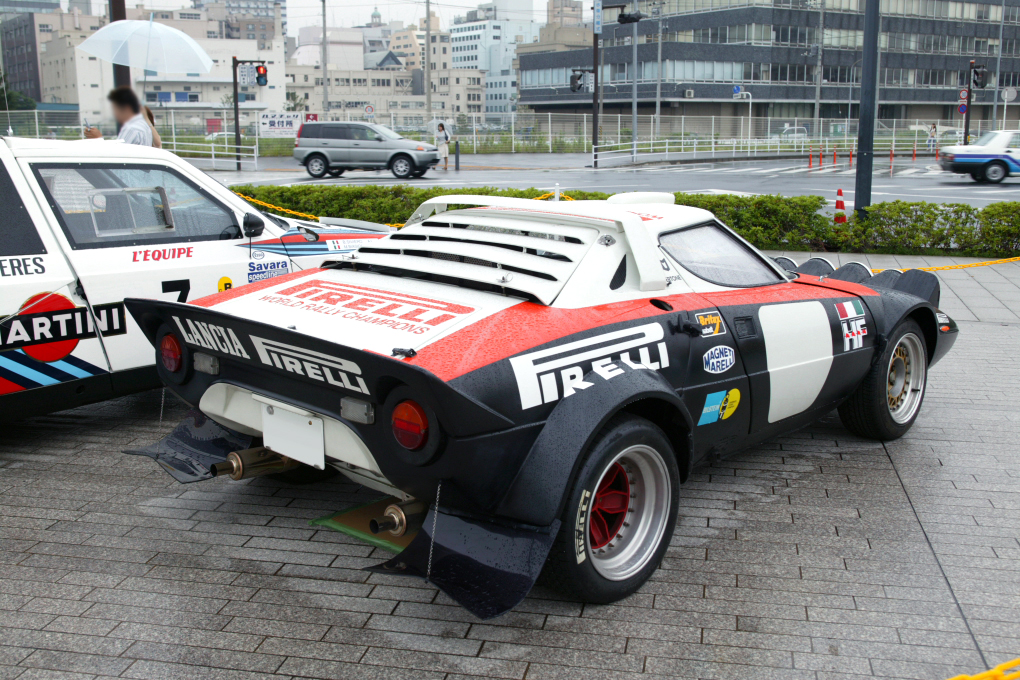
Une Lancia Stratos HF lors d'une concentration historique.

Deux Stratos HF groupe 4 aux couleurs de Pirelli ont été confiées à Adartico Vudafieri et Attilio Bettega, tous deux disputant leur premier Tour de Corse. Ces voitures de 900 kg sont équipées d'un moteur Dino V6 (2400 cm3, 12 soupapes, trois carburateurs double-corps) monté en position centrale arrière et développant 270 chevaux. Engagé à titre privé, le pilote local Francis Serpaggi dispose d'un modèle similaire, préparé par Ambrogio.
- Triumph

Le constructeur britannique a engagé deux Triumph TR7 groupe 4, à moteur V8 Rover (3500 cm3, 280 chevaux à 7000 tr/min). Confiées à Tony Pond et à Jean-Luc Thérier, ces voitures de 1080 kg effectuent leur première apparition en Corse.
- Porsche

En l'absence de présence officielle, le constructeur de Stuttgart est cependant largement représenté par les écuries et pilotes privés. Jacques Alméras dispose d'une Carrera RSR groupe 4, engagée par l'écurie Alméras Frères SA. Avec son moteur six cylindres de trois litres de cylindrée, alimenté par injection, développant 310 chevaux à 7800 tr/min, c'est la voiture la plus puissante du plateau. Francis Vincent (écurie Christine Laure) dispose quant à lui d'une Carrera 3.0 groupe 4, d'une puissance de 280 chevaux. Parmi les nombreux pilotes représentant la marque en groupe 3, on trouve notamment le pilote local Pierre-Louis Moreau, au volant d'une Carrera 3.0 flambant neuve, ainsi que Gérard Swaton et Christian Gardavot sur des modèles plus anciens.
- Opel

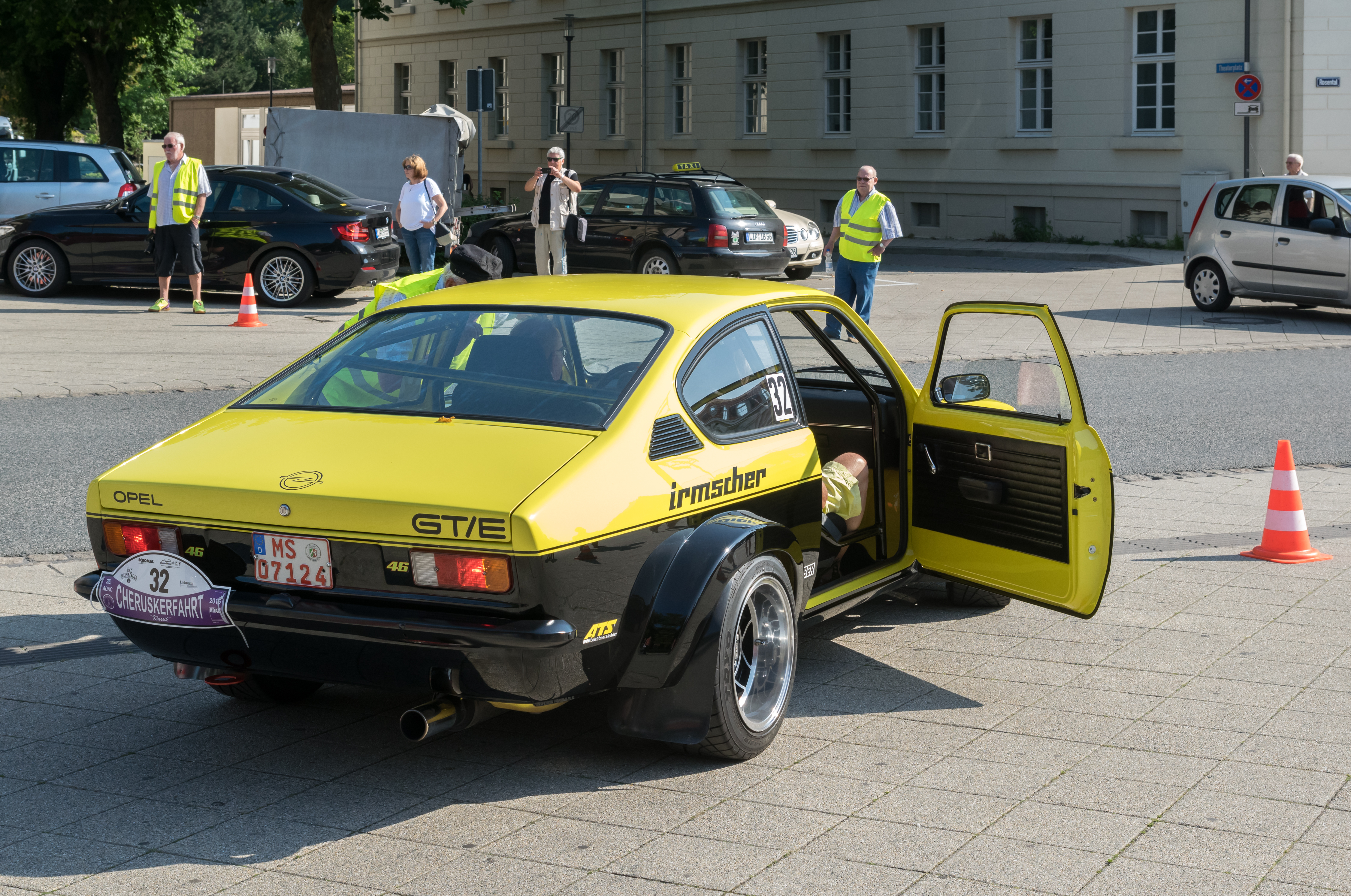
Une Opel Kadett GTE groupe 2 lors d'une épreuve historique.

L'Euro Händler Team, qui représente officiellement la filiale allemande de General Motors, a engagé une Kadett GT/E groupe 2 (moteur deux litres, 175 chevaux) pour Jean-Pierre Nicolas ainsi qu'une version groupe 1 (140 chevaux) pour Jean-Louis Clarr, tous deux favoris de leurs catégories respectives. La Kadett GT/E est très prisée des pilotes privés, parmi lesquels Jean-Sébastien Couloumiès et Yves Loubet en groupe 2, Christian Dorche et Bernard Picone en groupe 1.
- Alpine-Renault

Les anciennes berlinettes font toujours le bonheur des pilotes amateurs, dont Jean-Pierre Manzagol et Claude Balesi (A110 1800) en groupe 4, ou Robert Simonetti en groupe 3.
- Peugeot

Pas de présence officielle de la marque en Corse cette année, mais la marque de Sochaux peut tout de même espérer une victoire de classe grâce à Alain Coppier, engagé sur un modeste coupé 104 ZS groupe 2 de 85 chevaux.

## Déroulement de la course

### Première étape

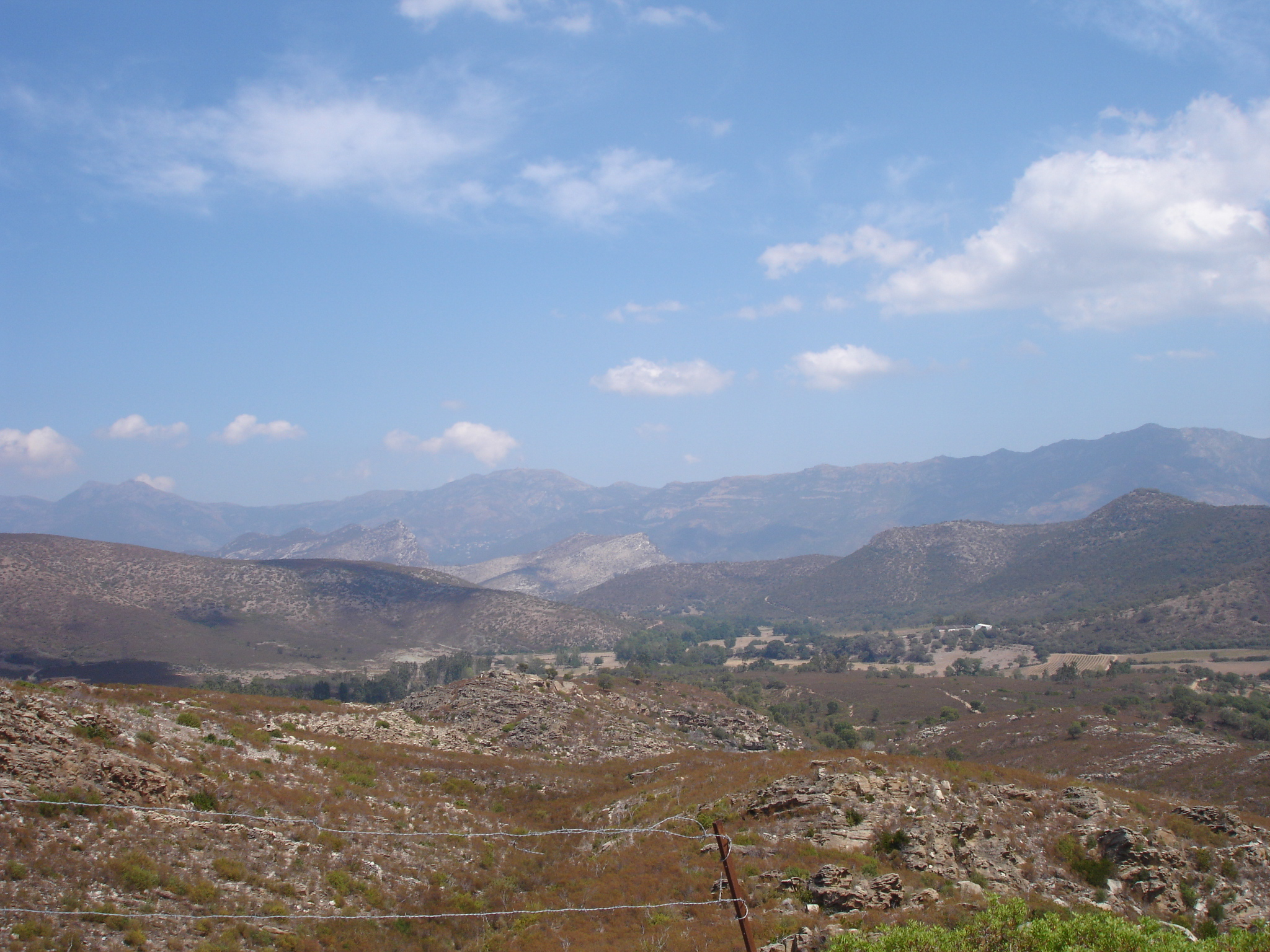
Le désert des Agriates, cadre de la première épreuve spéciale du rallye que les meilleurs ont parcourue à plus de 92 km/h de moyenne.

Les 116 équipages s'élancent de Bastia le samedi à partir de treize heures, en direction de Saint-Florent. La première épreuve spéciale, qui traverse le désert des Agriates, est l'une des plus rapides du parcours. Sur une route totalement sèche, Sandro Munari réalise le meilleur temps au volant de sa Fiat, devançant de peu les Porsche de Francis Vincent et de Jacques Alméras. Viennent ensuite les Fiat de Jean-Claude Andruet et Bernard Darniche, suivies des Lancia Stratos d'Adartico Vudafieri et d'Attilio Bettega. Au volant de la troisième Stratos, Francis Serpaggi n'a pu défendre ses chances sur une route qu'il connait parfaitement, le V6 ayant lâché dès les premiers kilomètres. Le secteur suivant, entre Calvi et Le Fango, est du même type que le premier. Munari attaque à nouveau très fort et se montre une nouvelle fois le plus rapide, accentuant légèrement son avance sur ses poursuivants, toujours emmenés par Vincent. Les écarts ne sont toutefois pas très importants, les cinq premiers étant groupés en moins de trente secondes. Très à l'aise sur ses terres au volant d'une Porsche de série, le pilote calvais Moreau a réalisé le troisième chrono à seulement six secondes de Munari et occupe une belle sixième place, dominant nettement sa catégorie. Principales adversaires des Fiat au départ, les Lancia ont compromis leurs chances de victoire, Vudafieri ayant abandonné sur sortie de route, tandis que Bettega est handicapé par un moteur ne tournant que sur cinq cylindres. La situation est encore plus critique pour les Triumph, les deux voitures ayant subi la même panne : une fuite d'huile de boîte de vitesses, à cause d'un bouchon de vidange mal serré, cause pour le moins suspecte aux yeux de l'équipe britannique ; Tony Pond a dû abandonner, tandis que son coéquipier Jean-Luc Thérier est parvenu à repartir, mais avec une boîte très endommagée.
Le dernier secteur avant la tombée de la nuit comporte près de 86 kilomètres (à temps imparti) entre Le Fango et Coggia, par le col Saint-Sauveur. Andruet y porte sa première attaque et domine ses adversaires, emmenés par un étonnant Moreau, le meilleur des pilotes Porsche après l'abandon de Vincent (hors-délai à cause d'un court-circuit puis d'une crevaison) et le gros retard (près de dix minutes) pris par Alméras à cause d'un câble d'accélérateur cassé, qui le relègue en seizième position au classement général. Andruet prend la tête de la course, quarante-sept secondes devant son coéquipier Darniche, talonné à trois secondes par Moreau. Munari, qui a crevé dans les derniers kilomètres, a perdu plus d'une minute et chuté à la quatrième place, juste devant sa coéquipière Michèle Mouton, auteur d'une belle performance sur ce tronçon. Retardé en début de course à cause d'une bougie défaillante sur son Opel, Jean-Pierre Nicolas est remonté en huitième position et a pris la tête du groupe 2. Andruet maintient son avance dans la première spéciale de nuit, disputée entre Pisciatello et Stiliccione, où il égale le chrono de Darniche. Thérier a abandonné, la boîte de vitesses de sa Triumph ayant fini par céder, tandis que Munari, Bettega et Michèle Mouton sont logiquement repassés devant Moreau, qui reste largement en tête du groupe 3. Vient ensuite le très sélectif secteur entre Moca et le hameau d'Abbazia, long de 99 kilomètres. Andruet se montre impérial, dépassant Darniche, parti une minute avant lui et cependant auteur du deuxième temps malgré l'usure prématurée de ses pneumatiques. Sur la troisième Fiat, Munari a concédé près de quatre minutes, handicapé par un déréglage du train arrière, et qui a cédé la troisième du classement général à Bettega. Michèle Mouton se maintient en cinquième position, tandis qu'Alméras est remonté à la huitième. La dernière spéciale de l'étape, entre Muratello et Carbini, permet à Munari, auteur du deuxième temps derrière Alméras, de regagner une place, tandis que l'écart entre les deux premiers reste stable, et c'est avec plus de deux minutes d'avance sur Darniche qu'Andruet regagne le parc fermé d'Ajaccio, où il signale à son équipe un bruit suspect au niveau de l'embrayage. Derrière, Munari et Bettega sont à plus de cinq minutes, précédant Michèle Mouton d'une quarantaine de secondes. Sur sa Porsche de série Moreau se maintient en sixième position, quelques minutes devant Nicolas, incontestable leader du groupe 2.
| Pos. | Pilote              | Copilote            | Voiture                  | Groupe | Temps           | Écart         |
| ---- | ------------------- | ------------------- | ------------------------ | ------ | --------------- | ------------- |
| 1    | Jean-Claude Andruet | 'Biche'             | Fiat 131 Abarth          | 4      | 3 h 36 min 33 s |               |
| 2    | Bernard Darniche    | Alain Mahé          | Fiat 131 Abarth          | 4      | 3 h 38 min 37 s | + 2 min 04 s  |
| 3    | Sandro Munari       | Mario Mannucci      | Fiat 131 Abarth          | 4      | 3 h 41 min 37 s | + 5 min 04 s  |
| 4    | Attilio Bettega     | Gianni Vacchetto    | Lancia Stratos HF        | 4      | 3 h 41 min 39 s | + 5 min 06 s  |
| 5    | Michèle Mouton      | Françoise Conconi   | Fiat 131 Abarth          | 4      | 3 h 42 min 22 s | + 5 min 49 s  |
| 6    | Pierre-Louis Moreau | Patrice Baron       | Porsche Carrera          | 3      | 3 h 45 min 27 s | + 8 min 54 s  |
| 7    | Jean-Pierre Nicolas | Vincent Laverne     | Opel Kadett GT/E         | 2      | 3 h 46 min 01 s | + 9 min 28 s  |
| 8    | Jacques Alméras     | Claude Perramond    | Porsche Carrera RSR      | 4      | 3 h 47 min 52 s | + 11 min 19 s |
| 9    | Claude Balesi       | Jean-Paul Cirindini | Alpine-Renault A110 1800 | 4      | 3 h 50 min 07 s | + 13 min 34 s |
| 10   | Christian Gardavot  | Gérard Otto         | Porsche Carrera          | 3      | 3 h 56 min 15 s | + 19 min 42 s |
| 11   | Daniel Rognoni      | Gilbert Dini        | Porsche Carrera          | 3      | 3 h 56 min 20 s | + 19 min 47 s |
| 12   | Jean-Marie Soriano  | G. Morelli          | Alpine-Renault A110 1600 | 4      | 3 h 59 min 24 s | + 22 min 51 s |

### Deuxième étape

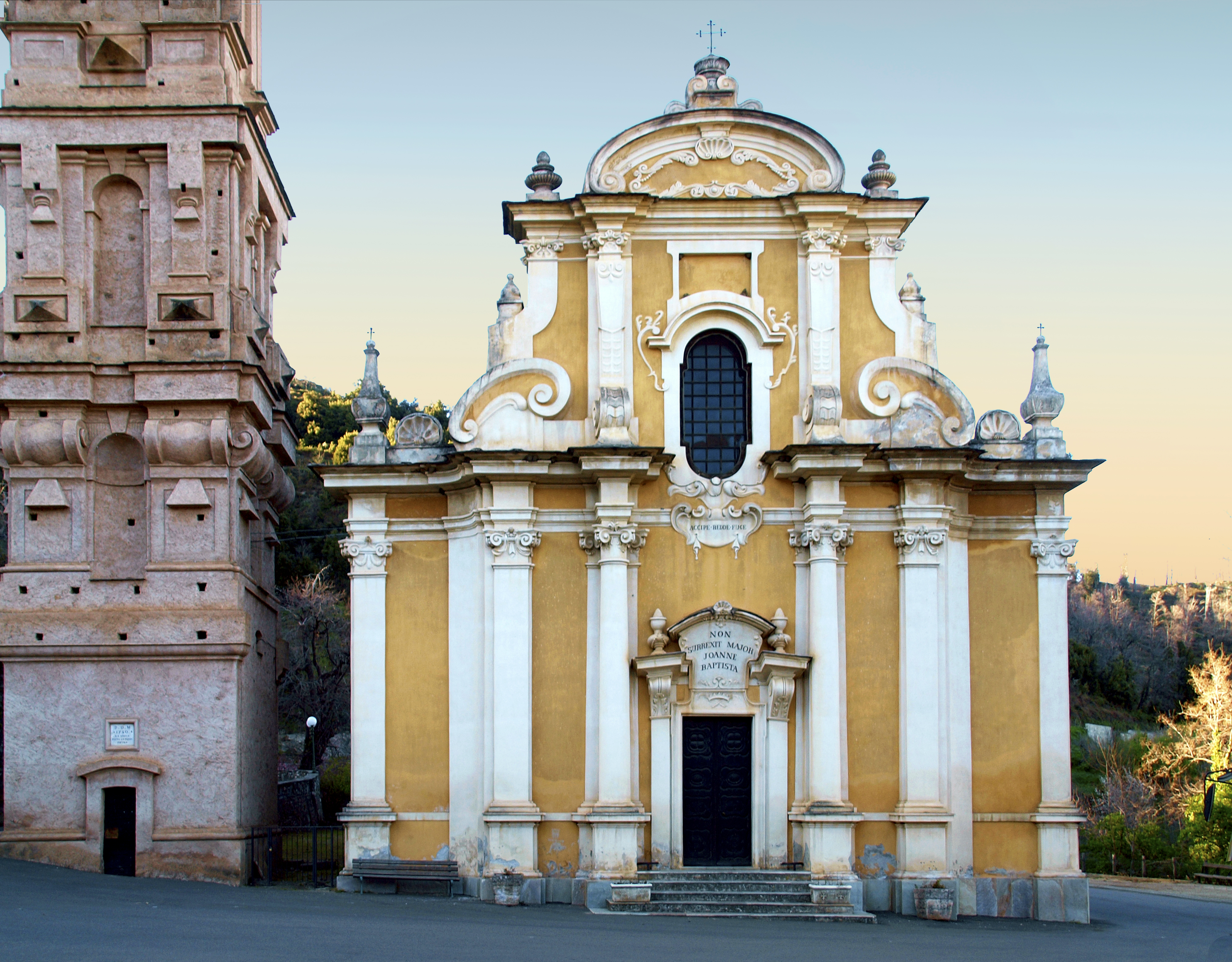
La Porta, terme de la dernière spéciale du rallye.

Après trois heures de repos, les concurrents repartent d'Ajaccio en direction de Bastelica, avant de rejoindre Palneca pour le départ de la première épreuve spéciale de cette deuxième étape. Sur les trente-quatre kilomètres menant à Ghisoni, Munari est le plus rapide devant Darniche et Andruet ; le classement général ne subit aucun changement significatif. Le secteur suivant, long de près de cent kilomètres au départ de Saint-Antoine, est beaucoup plus sélectif. Victime d'une crevaison, Michèle Mouton perd trois minutes et perd sa cinquième place au profit de Moreau. Auteur du meilleur temps, Andruet porte son avance sur Darniche à 2 min 14 s, mais, malgré l'intervention mécanique effectuée à l'arrivée de la première étape, connaît à nouveau des ennuis d'embrayage. Au point d'assistance, le remplacement de la pièce, habituellement réalisé en une demi-heure, se passe mal, l'intervention étant mal préparée. La Fiat de tête ne repart qu'après quarante-quatre minutes, et malgré son forcing sur le parcours de liaison, Andruet pointe avec six minutes de retard avant le départ de la spéciale suivante, rétrogradant à la seconde place du classement à près de quatre minutes de Darniche. Sur les quatre-vingt-huit kilomètres du secteur suivant, partant de Ponte Nuovo, Andruet accomplit presque l'exploit de rattraper son retard, avant d'être victime d'une crevaison, perdant ses dernières chances de victoire. Il préserve cependant sa seconde position, avec une marge de plus d'une minute sur Munari. Une double crevaison a entraîné l'abandon de Bettega et permis à Michèle Mouton d'accéder à la quatrième place devant Alméras qui, poursuivant sa remontée, a dépassé Moreau. Si les positions sont acquises pour les trois Fiat de tête, la dernière spéciale entre Talasani et La Porta permet à Alméras, auteur du meilleur temps, de s'emparer de la quatrième place devant Michèle Mouton. Moreau est sixième, ayant dominé le groupe 3 de bout en bout, devant l'Opel de Nicolas, logique vainqueur du groupe 2. Opel s’impose également en groupe 1 grâce à Christian Dorche, dixième du classement général.

### Classements intermédiaires
Classements intermédiaires des pilotes après chaque épreuve spéciale

### Classement général

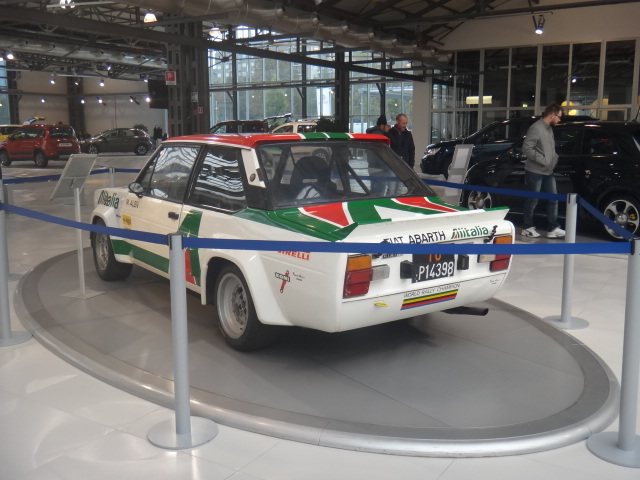
Cinquième victoire de la saison pour la Fiat 131 Abarth.

| Pos | No | Pilote              | Copilote                | Voiture                  | Temps           | Écart         | Groupe |
| --- | -- | ------------------- | ----------------------- | ------------------------ | --------------- | ------------- | ------ |
| 1   | 1  | Bernard Darniche    | Alain Mahé              | Fiat 131 Abarth          | 6 h 47 min 34 s |               | 4      |
| 2   | 3  | Jean-Claude Andruet | 'Biche'                 | Fiat 131 Abarth          | 6 h 51 min 59 s | + 4 min 25 s  | 4      |
| 3   | 5  | Sandro Munari       | Mario Mannucci          | Fiat 131 Abarth          | 6 h 52 min 59 s | + 5 min 25 s  | 4      |
| 4   | 9  | Jacques Alméras     | Claude Perramond        | Porsche Carrera RSR      | 6 h 57 min 44 s | + 10 min 10 s | 4      |
| 5   | 10 | Michèle Mouton      | Françoise Conconi       | Fiat 131 Abarth          | 6 h 58 min 12 s | + 10 min 38 s | 4      |
| 6   | 29 | Pierre Louis Moreau | Patrice Baron           | Porsche Carrera          | 7 h 05 min 11 s | + 17 min 37 s | 3      |
| 7   | 6  | Jean-Pierre Nicolas | Vincent Laverne         | Opel Kadett GT/E         | 7 h 06 min 09 s | + 18 min 35 s | 2      |
| 8   | 27 | Daniel Rognoni      | Gilbert Dini            | Porsche Carrera          | 7 h 17 min 55 s | + 30 min 21 s | 3      |
| 9   | 21 | Claude Balesi       | Jean-Paul Cirindini     | Alpine-Renault A110 1800 | 7 h 19 min 19 s | + 31 min 45 s | 4      |
| 10  | 89 | Christian Dorche    | Jean-François Fauchille | Opel Kadett GT/E         | 7 h 31 min 03 s | + 43 min 29 s | 1      |

### Équipages de tête
- ES1 à ES2 :   Sandro Munari -  Mario Mannucci (Fiat 131 Abarth)
- ES3 à ES8 :  Jean-Claude Andruet -  « Biche » (Fiat 131 Abarth)
- ES9 à ES10 :  Bernard Darniche -  Alain Mahé (Fiat 131 Abarth)

### Vainqueurs d'épreuves spéciales
- Jean-Claude Andruet -  'Biche' (Fiat 131 Abarth) : 4 spéciales
- Sandro Munari -  Mario Mannucci (Fiat 131 Abarth) : 3 spéciales
- Bernard Darniche -  Alain Mahé (Fiat 131 Abarth) : 2 spéciales
- Jacques Alméras -  Claude Parramond (Porsche Carrera RSR) : 2 spéciales

## Résultats des principaux engagés
| No | Pilote                    | Copilote                | Voiture                  | Groupe | Classement général                             | Class. groupe |
| -- | ------------------------- | ----------------------- | ------------------------ | ------ | ---------------------------------------------- | ------------- |
| 1  | Bernard Darniche          | Alain Mahé              | Fiat 131 Abarth          | 4      | 1er                                            | 1er           |
| 2  | Tony Pond                 | Fred Gallagher          | Triumph TR7 V8           | 4      | ab. dans la 2e spéciale (boîte de vitesses)    | -             |
| 3  | Jean-Claude Andruet       | 'Biche'                 | Fiat 131 Abarth          | 4      | 2e à 4 min 25 s                                | 2e            |
| 4  | Jean-Pierre Manzagol      | Jean-Francois Filippi   | Alpine A110 1800         | 4      | ab. dans la 5e spéciale (différentiel)         | -             |
| 5  | Sandro Munari             | Mario Mannucci          | Lancia Stratos HF        | 4      | 3e à 5 min 25 s                                | 3e            |
| 6  | Jean-Pierre Nicolas       | Vincent Laverne         | Opel Kadett GT/E         | 2      | 7e à 18 min 35 s                               | 1er           |
| 7  | Jean-Luc Thérier          | Michel Vial             | Triumph TR7 V8           | 4      | ab. dans la 4e spéciale (boîte de vitesses)    | -             |
| 8  | Francis Serpaggi          | Dominique Subrini       | Lancia Stratos HF        | 4      | ab. dans la 1re spéciale (moteur)              | -             |
| 9  | Jacques Alméras           | Claude Perramond        | Porsche Carrera RSR      | 4      | 4e à 10 min 10 s                               | 4e            |
| 10 | Michèle Mouton            | Françoise Conconi       | Fiat 131 Abarth          | 4      | 5e à 10 min 38 s                               | 5e            |
| 11 | Adartico Vudafieri        | Bruno Scabini           | Lancia Stratos HF        | 4      | ab. dans la 2e spéciale (sortie de route)      | -             |
| 12 | Francis Vincent           | Willy Huret             | Porsche Carrera 3.0      | 4      | ab. dans la 3e spéciale (hors-délai)           | -             |
| 14 | Attilio Bettega           | Gianni Vacchetto        | Lancia Stratos HF        | 4      | ab. dans la 9e spéciale (double crevaison)     | -             |
| 19 | Jean-Marie Soriano        | G. Morelli              | Alpine-Renault A110 1600 | 4      | 15e à 56 min 59 s                              | 7e            |
| 21 | Claude Balesi             | Jean-Paul Cirindini     | Alpine-Renault A110 1800 | 4      | 9e à 31 min 45 s                               | 6e            |
| 22 | Gérard Swaton             | Bernard Cordesse        | Porsche Carrera          | 3      | ab. dans la 5e spéciale (sortie de route)      | -             |
| 24 | Robert Simonetti          | Jean-Michel Simonetti   | Alpine-Renault A110 1800 | 3      | 12e à 44 min 39 s                              | 3e            |
| 27 | Daniel Rognoni            | Gilbert Dini            | Porsche Carrera          | 3      | 8e à 30 min 21 s                               | 2e            |
| 28 | Christian Gardavot        | Gérard Otto             | Porsche Carrera          | 3      | ab. dans la 9e spéciale (sortie de route)      | -             |
| 29 | Pierre-Louis Moreau       | Patrice Baron           | Porsche Carrera 3.0      | 3      | 6e à 17 min 37 s                               | 1er           |
| 37 | Jean-Louis Clarr          | 'Tilber'                | Opel Kadett GT/E         | 1      | ab. dans la 5e spéciale (accident)             | -             |
| 38 | 'Tchine'                  | Denise Emmanuelli       | Opel Kadett GT/E         | 2      | 16e à 1 h 07 min 13 s                          | 4e            |
| 39 | Yves Loubet               | Jean-Louis Mérigot      | Opel Kadett GT/E         | 2      | ab. dans la 5e spéciale (batterie)             | -             |
| 41 | Jean-Marie Jacquemin      | Dorothée Jacquemin      | Chrysler Sunbeam TI      | 2      | 13e à 48 min 36 s                              | 2e            |
| 42 | Jean-Sébastien Couloumiès | Jean-Bernard Vieu       | Opel Kadett GT/E         | 2      | ab. dans la 3e spéciale (rotule de suspension) | -             |
| 49 | Alain Coppier             | Robert Jocteur          | Peugeot 104 ZS           | 2      | 17e à 1 h 15 min 01 s                          | 5e            |
| 77 | Daniel Canarelli          | Gilbert Giraud          | Opel Kadett GT/E         | 2      | 14e à 52 min 24 s                              | 3e            |
| 89 | Christian Dorche          | Jean-François Fauchille | Opel Kadett GT/E         | 1      | 10e à 43 min 29 s                              | 1er           |
| 91 | Bernard Picone            | Robert Cianelli         | Opel Kadett GT/E         | 1      | 11e à 44 min 37 s                              | 2e            |

## Classement du championnat à l'issue de la course
- attribution des points : 10, 9, 8, 7, 6, 5, 4, 3, 2, 1 respectivement aux dix premières marques de chaque épreuve, additionnés de 8, 7, 6, 5, 4, 3, 2, 1 respectivement aux huit premières de chaque groupe (seule la voiture la mieux classée de chaque constructeur marque des points). Les points de groupe ne sont attribués qu'aux concurrents ayant terminé dans les dix premiers au classement général.
- seuls les huit meilleurs résultats (sur onze épreuves) sont retenus pour le décompte final des points.

| Pos. | Marque         | Points | M-C  | SUE  | SAF  | POR  | ACR  | FIN  | QUE  | SAN  | BAN  | COR  | RAC |
| ---- | -------------- | ------ | ---- | ---- | ---- | ---- | ---- | ---- | ---- | ---- | ---- | ---- | --- |
| 1    | Fiat           | 134    | 7+7  | 8+6  | -    | 10+8 | 10+8 | 10+8 | 10+8 | 9+7  | -    | 10+8 |     |
| 2    | Opel           | 96     | 2+8  | 4+8  | -    | 6+7  | 6+6  | 4+7  | 8+8  | 3+7  | -    | 4+8  |     |
| 3    | Ford           | 82     | -    | 10+8 | 3+4  | 9+7  | 4+5  | 3+3  | 5+8  | 5+8  | -    | -    |     |
| 4    | Porsche        | 79     | 10+8 | -    | 9+7  | 2+5  | -    | 7+5  | -    | 8+6  | -    | 7+5  |     |
| 5    | Toyota         | 50     | -    | -    | -    | 7+8  | 3+5  | 5+8  | 7+7  | -    | -    | -    |     |
| 6    | Lancia         | 49     | 4+4  | 7+5  | -    | -    | 5+6  | -    | -    | 10+8 | -    | -    |     |
| 7    | Peugeot        | 45     | -    | -    | 10+8 | 4+5  | -    | -    | -    | -    | 10+8 | -    |     |
| 8    | Datsun         | 42     | -    | -    | 9+7  | -    | 8+8  | -    | -    | -    | 2+8  | -    |     |
| 9    | Renault        | 33     | 9+8  | -    | -    | -    | -    | -    | -    | -    | 8+8  | -    |     |
| 10   | Saab           | 18     | -    | 2+6  | -    | -    | -    | -    | 3+7  | -    | -    | -    |     |
| 11   | Volkswagen     | 17     | -    | 1+8  | -    | -    | -    | -    | 2+6  | -    | -    | -    |     |
| 12   | Mitsubishi     | 16     | -    | -    | 1+4  | -    | -    | -    | -    | -    | 5+6  | -    |     |
| 13   | Alfa Romeo     | 14     | -    | -    | -    | -    | -    | -    | -    | 6+8  | -    | -    |     |
| 14   | Triumph        | 12     | -    | -    | -    | -    | -    | -    | 6+6  | -    | -    | -    |     |
| 14=  | Mercedes-Benz  | 12     | -    | -    | 5+7  | -    | -    | -    | -    | -    | -    | -    |     |
| 16   | Volvo          | 10     | -    | 3+7  | -    | -    | -    | -    | -    | -    | -    | -    |     |
| 17   | Škoda          | 6      | -    | -    | -    | -    | 2+4  | -    | -    | -    | -    | -    |     |
| 18   | Alpine-Renault | 5      | -    | -    | -    | -    | -    | -    | -    | -    | -    | 2+3  |     |
| 19   | Lada           | 4      | -    | -    | -    | -    | 1+3  | -    | -    | -    | -    | -    |     |

### Classement provisoire de la Coupe FIA des pilotes
- attribution des points : 9, 6, 4, 3, 2, 1 respectivement aux six premiers de chaque épreuve. Sont retenus pour le décompte final les cinq meilleurs résultats des onze épreuves mondiales (catégorie A), les deux meilleurs résultats des cinq rallyes sélectifs du Championnat d'Europe (catégorie B) et le meilleur résultat parmi les trois autres rallyes sélectifs (catégorie C). Markku Alén doit donc décompter les quatre points acquis en Suède.
- le règlement pénalise les pilotes n'ayant participé à aucune manche du championnat d'Europe (catégorie B), les privant d'un de leurs meilleurs résultats ; en conséquence, Björn Waldegård doit décompter les neuf points de sa victoire en Suède (il ne figure donc plus dans le haut du classement) et Walter Röhrl les neuf points d'une de ses deux victoires.

| Pos. | Pilote              | Marque                    | Points  | M-C (A) | ARC (B) | SUE (A) | SAF (A) | POR (A) | ACR (A) | SCO (B) | POL (B) | FIN (A) | NZ (C) | QUE (A) | TdF (B) | SAN (A) | GIR (C) | AUS (C) | ESP (B) | BAN (A) | COR (A) | RAC (A) |
| ---- | ------------------- | ------------------------- | ------- | ------- | ------- | ------- | ------- | ------- | ------- | ------- | ------- | ------- | ------ | ------- | ------- | ------- | ------- | ------- | ------- | ------- | ------- | ------- |
| 1    | Markku Alén         | Fiat & Lancia¹            | 52 (56) | -       | 4       | (4)     | -       | 9       | 6       | -       | -       | 9       | -      | 6       | -       | 9¹      | 9¹      | -       | -       | -       | -       |         |
| 2    | Jean-Pierre Nicolas | Porsche, Peugeot¹ & Ford² | 31      | 9       | -       | -       | 9¹      | 4²      | -       | -       | -       | -       | -      | -       | -       | -       | -       | -       | -       | 9¹      | -       |         |
| 3    | Hannu Mikkola       | Ford                      | 21      | -       | -       | 6       | -       | 6       | -       | 9       | -       | -       | -      | -       | -       | -       | -       | -       | -       | -       | -       |         |
| 4    | Michèle Mouton      | Fiat                      | 14      | -       | -       | -       | -       | -       | -       | -       | -       | -       | -      | -       | 9       | -       | 3       | -       | -       | -       | 2       |         |
| 5    | Walter Röhrl        | Fiat                      | 12 (21) | 3       | -       | -       | -       | -       | 9       | -       | -       | -       | -      | (9)     | -       | -       | -       | -       | -       | -       | -       |         |
| 6    | Ari Vatanen         | Ford                      | 11      | -       | 9       | 2       | -       | -       | -       | -       | -       | -       | -      | -       | -       | -       | -       | -       | -       | -       | -       |         |
| 6=   | Bernard Darniche    | Fiat                      | 11      | 2       | -       | -       | -       | -       | -       | -       | -       | -       | -      | -       | -       | -       | -       | -       | -       | -       | 9       |         |
| 8    | Pentti Airikkala    | Vauxhall                  | 10      | -       | -       | -       | -       | -       | -       | 6       | -       | 4       | -      | -       | -       | -       | -       | -       | -       | -       | -       |         |
| 8=   | Jean Ragnotti       | Renault                   | 10      | 6       | -       | -       | -       | -       | -       | -       | -       | -       | -      | -       | -       | -       | -       | -       | -       | 4       | -       |         |
| 10   | Antonio Zanini      | Fiat                      | 9       | -       | -       | -       | -       | -       | -       | -       | 9       | -       | -      | -       | -       | -       | -       | -       | -       | -       | -       |         |
| 10=  | Russell Brookes     | Ford                      | 9       | -       | -       | -       | -       | -       | -       | -       | -       | -       | 9      | -       | -       | -       | -       | -       | -       | -       | -       |         |
| 10=  | George Fury         | Datsun                    | 9       | -       | -       | -       | -       | -       | -       | -       | -       | -       | -      | -       | -       | -       | -       | 9       | -       | -       | -       |         |
| 10=  | Tony Carello        | Lancia                    | 9       | -       | -       | -       | -       | -       | -       | -       | -       | -       | -      | -       | -       | -       | -       | -       | 9       | -       | -       |         |